# Vicente Guerrero, Tepetlán
Vicente Guerrero är en ort i Mexiko.   Den ligger i kommunen Tepetlán och delstaten Veracruz, i den sydöstra delen av landet, 240 km öster om huvudstaden Mexico City. Vicente Guerrero ligger 909 meter över havet och antalet invånare är 935.
Terrängen runt Vicente Guerrero är lite bergig. Runt Vicente Guerrero är det ganska tätbefolkat, med 214 invånare per kvadratkilometer. Närmaste större samhälle är Xalapa, 14,4 km sydväst om Vicente Guerrero. Omgivningarna runt Vicente Guerrero är en mosaik av jordbruksmark och naturlig växtlighet.